# 波羅的號鐵甲艦
波羅的號鐵甲艦（英語：CSS Baltic）是在美國南北戰爭期間隸屬於美利坚联盟国海军舰队的一艘炮廓鐵甲艦。在戰爭之前是一艘拖曳船和棉花轻驳船。1861年12月，波羅的號被亚拉巴马州購買，用以改造炮廓鐵甲艦。在1862年5月被移交至美利堅聯盟國海軍后服役于莫比爾灣。改造的結果被海軍歷史學家威廉姆·N·斯蒂爾（William N. Still）形容爲一艘“在許多方面都不起眼的船隻”。在接下來的兩年裏，波羅的號船體的情況愈來愈惡化並變得腐爛，裝甲也被拆除，并於1864年安裝在納什維爾號鐵甲艦上。同年8月，波羅的號鐵甲艦已經退役，在戰爭接近結束時被遷往湯比比河，1865年5月10日被截獲。一個月後的檢查發現該鐵甲艦的上層建築與甲板均已腐爛，鍋爐已變得不安全。同年12月31日時被售出，而海軍歷史學家撒克遜·比斯比（Saxon Bisbee）認爲它很可能在1866年被拆除。

## 結構與特點
波羅的于1860年在賓夕法尼亞州費城建造，對它的認知甚少，比斯比將它描述爲“最鮮爲人知的聯盟國铁甲舰之一”，并表示“幾乎不存在與該船隻有關的同盟國文件”。根據比斯比的説法，這艘船在比斯比建造，后被帶入莫比爾，而美國海軍軍艦辭典（DANFS）則寫道它爲南方輪船公司建造。它被用作拖曳船，并作爲莫比爾灣的棉花轻驳船。
在南北战争于1861年爆发时，脫離聯邦的美利堅聯盟國在海軍方面處於明顯的劣勢，其缺乏艦船、基礎設施以及造船能力。在聯盟軍于1861年末取得哈爾及哈特拉斯堡之役和皇家港戰役勝利之後，聯盟政府以及各個聯盟州均開始更加關注海岸防禦。在同年11月8日，亚拉巴马州议会通過了一項立法，即撥款15萬美元用於建造一艘即可作爲巡邏艇又可作爲撞角的鐵甲艦。州政府成立了一個委員會以選擇一艘可改裝的船隻，并於12月13日花4萬美元購買了一艘名爲“波羅的”的外輪船；12月22日開始改造爲軍艦。在改造過程當中，其船隻尺寸被進一步擴大，長度增長至186英尺（56.7），橫梁增加到38英尺（11.6），噸位至624 long ton（634 t）。爲了可以讓它的船體能夠承受裝甲和火炮的額外重量，這艘船還配備了豬鏈。比斯比說，改裝後的船舶吃水深度為7英尺（2.1），美國海軍軍艦辭典和海軍歷史學家保羅·希爾弗斯通（Paul Silverstone）認爲是6英尺5英寸（2.0），而另一位海軍歷史學家小威廉·N·斯蒂爾則認爲大約6英尺（1.8）。
這艘船的機械設備由兩臺缸徑為22英寸（56），冲程為7-英尺（2.1-）的單缸船用蒸汽机。并由四個回流烟道锅炉供給；鍋爐長24或28英尺（7.3或8.5），直徑36或40英寸（0.91或1.02）。兩個桨叶轮直徑29英尺（8.8），寬8英尺（2.4）。與當時的汽船一樣，這艘船可通過燃燒木材或煤炭來驅動。波羅的的燃料容量高達75 long ton（76 t），因此將其改造爲鐵甲艦會導致其行駛速度變得緩慢；希爾弗斯通和美國海軍軍艦詞典將它的速度列爲5節（9.3每小時；5.8英里每小時），而比斯比則將其速度描述爲“不超過一位男人的步行速度”；大部分聯盟軍鐵甲艦使用螺杆式蒸汽机來代替桨式蒸汽机；波羅的是少數在聯盟國内部實際建造的桨式蒸汽船之一，海軍歷史學家雷蒙多·卢拉吉（Raimondo Luraghi）將它的推進器描述爲已經過時，轉向也有困難。由於只有86位船員，盧拉吉將其描述爲“條件惡劣”，以至於船員經常在船外睡覺。船首質量也得到了進一步的提升，因此可用於撞擊用途，同時也配備六門大炮；兩門達爾格倫火炮，兩門32磅火炮，以及另被盧拉吉稱之爲“小”東西和被美國海軍軍艦辭典稱之爲“更小”的東西的兩門火炮。歷史學家加里·D·喬伊（Gary D. Joiner）指出，達爾格倫火炮可能是長約9-英寸（23-）的一個部件。波羅的使用的是7英寸（178）寬和2.5英寸（64）厚的鐵板裝甲，這些裝甲使用螺栓固定在它新的木製上層建築之上，儘管舰尾部分只有棉布，而船的佈局在很大程度上是未知的。很少有關於“波羅的”轉型后有關的描述，并且斯蒂爾將轉型后的船隻描述爲“在許多方面并不出色”。

## 服役歷史
1862年5月12日，波羅的被阿拉巴馬州政府轉交至聯盟國海軍。聯盟國海軍將其放置於海軍上尉詹姆斯·D·約翰斯頓的艦隊之下。該船隻于當月開始投入使用，曾於莫比爾灣、阿拉巴馬州莫比爾，以及湯比比河服役。1863年2月，這艘船因嚴重損壞而無法服役，後來被用於放置水雷以保護莫比爾灣。在田納西號鐵甲艦于1864年2月竣工之前，波羅的號鐵甲艦一直是莫比爾灣唯一的一艘聯盟軍鐵甲艦。田納西號鐵甲艦建造后，約翰斯頓被調任為該艦艦長，查尔斯·卡罗尔·西姆斯中尉則擔任波羅的號艦長。從1863年年末至1864年年初，波羅的號的情況愈來愈惡化。1864年3月20日，海軍工程師約翰·L·波爾特對這艘船的狀況進行了調查，認爲其狀況如此糟糕，以至於波爾特建議將鐵甲從其身上拆除。5月20日，在波爾特檢查之後，西姆斯寫道波羅的的表面非常腐爛，并且“就像一艘泥漿船一樣適合投入戰鬥”。
同年7月，該艘船被部分拆除，其中一些裝甲被拆除后放置在納什維爾號鐵甲艦上，聯盟軍軍官約翰·倫道夫·塔克爾在拆除後指出，工程師認爲其鍋爐已不安全，需要進行修補。7月21日，西姆斯被任命為納什維爾號鐵甲艦的艦長，波羅的海號的其餘裝甲被拆除以安裝在納什維爾號上。到8月初莫比爾灣戰役進行之時，波羅的號已經退役。隨著戰爭接近尾聲，波羅的、納什維爾等其餘鐵甲艦後來被遷往湯比比河上，并且一起于1865年5月10日在南娜胡巴懸崖被聯邦軍俘獲。一個月之後，聯邦當局針對波羅的號進行了檢查，發現其在负载线以下狀況良好，但以上的船體部分和甲板處均已腐爛。雖然當時發動機情況較好，但鍋爐卻不安全。測量師建議通過維修，波羅的號可重新用作拖船，但這種情況卻從未發生過，并且在同年12月31日被出售。比斯比則認爲波羅的號可能在1866年的某一時間被拆除，而且該船已知的惡劣狀況和相關記錄表明并未用作其他用途。

## 文獻
- Bisbee, Saxon T. . Tuscaloosa, Alabama: University of Alabama Press. 2018. ISBN 978-0-8173-1986-1.
- Canney, Donald L. . Atglen, Pennsylvania: Schiffer Publishing. 2015. ISBN 978-0-7643-4824-2.
- Joiner, Gary D. . Tucker, Spencer C.  (编). . Santa Barbara, California: ABC-CLIO. 2011: 48–49. ISBN 978-1-59884-338-5.
- Luraghi, Raimondo. . 由Coletta, Paolo E.翻译. Annapolis, Maryland: Naval Institute Press. 1996. ISBN 1-55750-527-6.
- Silverstone, Paul H. . Annapolis, Maryland: Naval Institute Press. 1989. ISBN 0-87021-783-6.
- Smith, Steven D. . Geier, Clarence R.; Potter, Stephen R.  (编). . Gainesville, Florida: University Press of Florida. 2003 [2000]. ISBN 0-8130-2651-2.
- Still, William N., Jr. . Columbia, South Carolina: University of South Carolina Press. 1985 [1971]. ISBN 0-87249-454-3.

## 延伸閱讀
- Olmstead, Edwin; Stark, Wayne E.; Tucker, Spencer C. . Alexandria Bay, New York: Museum Restoration Service. 1997. ISBN 0-88855-012-X.